# Feleac
Feleac – wieś w Rumunii, w okręgu Bistrița-Năsăud, w gminie Nușeni. W 2011 roku liczyła 342 mieszkańców.